# اولاوی لیموویرتا
اولاوی لیموویرتا (فنلاندی: Olavi Leimuvirta؛ زادهٔ ۲۶ نوامبر ۱۹۳۵) ژیمناست هنری اهل فنلاند بود.